# Ла Бум
Ла Бум (фр. La Baume) насеље је и општина у источној Француској у региону Оверња-Рона-Алпи, у департману Горња Савоја која припада префектури Тонон ле Бен.
По подацима из 2013. године у општини је живело 278 становника, а густина насељености је износила 14,78 становника/km². Општина се простире на површини од 16,91 km². Налази се на средњој надморској висини од 782 метара (максималној 1.890 m, а минималној 636 m).

## Демографија
| 1962. | 1968. | 1975. | 1982. | 1990. | 1999. | 2005. | 2008. | 2010. | 2013. |
| ----- | ----- | ----- | ----- | ----- | ----- | ----- | ----- | ----- | ----- |
| 170   | 214   | 179   | 165   | 191   | 228   | 250   | 251   | 251   | 278   |

График промене броја становника у току последњих година